# Thomas Athol Joyce
Pour les articles homonymes, voir Joyce.
Thomas Athol Joyce, né le 4 août 1878 et mort le 3 janvier 1942, est un anthropologue britannique. Il est devenu un expert reconnu de l'anthropologie américaine et africaine au British Museum. Il dirige des expéditions pour fouiller des sites mayas au Honduras britannique. Il écrit des articles pour l'Encyclopædia Britannica, dont « Negro » qui a été ridiculisé en 1915 pour son hypothèse d'infériorité raciale. Il est président du Royal Anthropological Institute et de la section anthropologique de la British Association, fellow du Royal Anthropological Institute of Great Britain and Ireland et reçoit la médaille de l'Ordre de l'Empire britannique.

## Biographie
Thomas nait à Camden Town à Londres en 1878. Son père est rédacteur en chef d'un journal et il poursuivit ses études au Hertford College d'Oxford où il obtient une maîtrise en 1902 et rejoint le British Museum. Il sert comme assistant de Charles Hercules Read pour qui il rassemble des artefacts ethnographiques en collaborant avec d'autres voyageurs comme Emil Torday qui s'est rendu au Congo belge. Thomas s'intéresse de plus en plus à l'anthropologie américaine, notamment à la description de ce qui est aujourd'hui le mât totémique de la Grande Cour du British Museum et aux histoires qu'il raconte.
À la fin de la Première Guerre mondiale, il reçoit l'Ordre de l'Empire britannique pour son service au sein de l'état-major général où il accède au grade de capitaine bien qu'il ne rejoigne l'état-major qu'en 1916. Avant cela, il écrit trois manuels : South American Archaeology en 1912, Mexican Archaeology en 1914 et Central American Archaeology en 1916. Ces succès contrastent avec une notice antérieure écrite pour « Negro » dans l'Encyclopædia Britannica où il déclare que « Mentalement, le nègre est inférieur au blanc ». La description de Thomas est qualifiée de ridicule par W. E. B. Du Bois. Du Bois a tourné en dérision la description ethnographique faite par Thomas des Noirs comme étant culturellement et intellectuellement inférieurs. Malgré cela, Thomas est toujours employée comme expert pour donner des conférences aux administrateurs coloniaux britanniques sur les « races indigènes ».
Il divorce de sa femme, Lilian (née Dayrell) en 1925 et sa femme se remarie l'année suivante. Le deuxième partenaire de Thomas est l'écrivaine et voyageuse Lilian Elwyn Elliott (en). Elle s'était déjà mariée et aucune preuve n'a été trouvée de son divorce ou d'une cérémonie de mariage officielle avec Thomas.
En 1927, Thomas finit par voyager à l'étranger lorsqu'il dirige une équipe d'expédition annuelle, comprenant des membres de la Royal Geographical Society, au Honduras britannique. Il rapporte régulièrement l'avancement des fouilles de sites mayas. En 1927, Thomas publie un livre sur l'art maya dans lequel il propose que la qualité des sculptures en relief mexicaines dépasse celle de l'Égypte et de Mésopotamie. Il affirme également que, n'ayant pas découvert le tour de potier, les céramiques sont d'excellente qualité. Sa femme l'accompagne en 1929 et change d'intérêt, passant les dix années suivantes dans des études complémentaires et dans l'écriture. Elliott, le partenaire de Thomas, s'intéresse toujours beaucoup à l'anthropologie même après la mort de Thomas.
Thomas devient président du Royal Anthropological Institute en 1931 après de longs services depuis 1903, y compris des périodes comme secrétaire et comme vice-président. Il est également président de la section anthropologique de la British Association en 1934.
Thomas est décédée à Wroxham dans le Norfolk en 1942.

## Travaux
- Thomas Athol University of California Libraries et Northcote Whitridge Thomas, Women of all nations, a record of their characteristics, habits, manners, customs and influence;, London, New York [etc.] : Cassell and Company, limited, 1908 (lire en ligne)
- (en) Thomas Athol Joyce, Women of All Nations: A Record of Their Characteristics, Habits, Manners, Customs, and Influence, Funk & Wagnalls Company, 1915 (lire en ligne)
- (en) Thomas Athol Joyce, Women of All Nations: A Record of Their Characteristics, Habits, Manners, Customs, and Influence, Funk & Wagnalls Company, 1915 (lire en ligne)
- Thomas A. Joyce, South American Archaeology, 1912 (lire en ligne)
- Thomas Athol Wellcome Library, Mexican archaeology : an introduction to the archaeology of the Mexican and Mayan civilizations of pre-Spanish America, London : Philip Lee Warner, 1914 (lire en ligne)
- Thomas Athol Wellcome Library, Central American and West Indian archaeology : being an introduction to the archaeology of the states of Nicaragua, Costa Rica, Panama and the West Indies, London : P.L. Warner, 1916 (lire en ligne)